# Hans-Erik Nordin
Hans-Erik Nordin, född 5 januari 1949 i Källfors i Gideå socken, är en svensk teolog och biskop  i Strängnäs stift från 25 september 2005 till 5 september 2015, då han blev emeritus. Som valspråk valde han "Till Gud står vårt hopp" (2 Kor. 1:10).
Nordin prästvigdes 1977 för Linköpings stift. År 1999 disputerade han på doktorsavhandlingen Bibeln i kristen etik. Nordin var stiftsadjunkt för teologi i Strängnäs stift 2000-2005.